# Григорий (Узунов)
Митрополит Григорий (в миру Георгий Иванов Узунов, болг. Георги Иванов Узунов; 6 августа 1906, село Габарево — 7 декабря 2000, Ловеч) — епископ Болгарской православной церкви, митрополит Ловчанский.

## Биография
Родился 6 августа 1906 года в селе Габарево Казанлыкской околии в семье ремесленника. Его отец был каменщиком, а благочестивая мать, сыгравшая большую роль в религиозном возрастании сына, — ткачихой. Начальное образование Георгий получил в родном селе.
В 1922 году поступил в Пловдивскую духовную семинарию, которую успешно окончил в 1928 году.
Проработав год на епархиальном свечном заводе в городе Стара-Загора, 18 августа 1929 года в церкви Введения во храм Пресвятой Богородицы в Старой-Загоре митрополитом Старозагорским Павлом (Константиновым) пострижен в монашество с именем Григорий и на следующий день был рукоположен во иеродиакона.
В 1929 году поступил на богословский факультет Софийского государственного университета, по окончании которого в 1933 году был назначен учителем в четырёхклассное пастырское училище в Черепишском монастыре.
Там 15 февраля 1934 года ректором училища епископом Брегальницким Панаретом он был рукоположён в сан иеромонаха и назначен настоятелем училищного храма.
В течение учебного 1934—1935 года иеромонах Григорий преподавал в Софийской духовной семинарии.
В осенью 1935 года переведён в Пловдивскую семинарию воспитателем, а вскоре стал преподавателем, библиотекарем и настоятелем семинарского храма.
5 ноября 1939 года был назначен протосингелом Старозагорской митрополии в которой должности, с небольшими перерывами, оставался до 1 апреля 1952 года.
26 июля 1941 года по решению Священного Синода был возведён в сан архимандрита митрополитом Старозагорским Климентом.
С 1 апреля 1952 года до конца 1962 года — протосингела во Врачанскую епархию.
С 1 января 1963 года по 1 апреля 1965 года заведовал культурно-просветительным отделом и отделом социального обеспечения Священного Синода Болгарской Православной Церкви.
С 1 апреля 1965 по 2 октября 1968 года — игумен ставропигиального Троянского монастыря.
11 апреля 1965 года в патриаршем соборе во имя святого Александра Невского хиротонисан во епископа Крупнишского.
По решению Священного Синода епископ Григорий 2 октября 1968 года занял должность настоятеля Болгарского церковного подворья в Москве, с достоинством представляя Болгарскую Церковь до конца января 1972 года.
С избранием митрополита Ловчанского Максима на патриарший престол возник вопрос о замещении Ловчанской кафедры. 30 января 1972 года на епархиальных выборах в Ловече епископ Григорий был избран новым митрополитом, а 13 февраля того же года в синодальном храме во имя святого царя Бориса в Софии единодушным решением Священного Синода возведён в сан митрополита Ловчанского.
Скончался 7 декабря 2000 года в Ловече. Погребён во дворе Свято-Троицкого кафедрального собора в Ловече.